# بئر ماعین
بئر ماعین (به لاتین: Bir Ma'in) یک منطقهٔ مسکونی در قیمومت بریتانیا بر فلسطین است که در رمله (شهر) واقع شده‌است. بئر ماعین ۵۱۰ نفر جمعیت دارد.